# محمد بن علي الصامل
محمد بن علي الصامل (ولد في الرياض عام 1953م/ 1373هـ) أستاذ جامعي وباحث، ومن أشهر الأدباء المعاصرين في منطقة الرياض في المملكة العربية السعودية.

## الدراسة والعمل
- تلقى تعليمه العام في مدينة الرياض.
- حصل على درجة البكالوريوس من كلية اللغة العربية بجامعة الإمام محمد بن سعود الإسلامية.
- حصل على درجة الماجستير من القسم والجامعة ذاتها عام 1405هـ.
- حصل على درجة الدكتوراه من القسم والجامعة نفسها عام 1410هـ.
- عين معيدًا في قسم البلاغة والنقد فور تخرجه عام 1398هـ.
- عمل محاضرًا في القسم نفسه عام 1405هـ.
- عمل أستاذًا مساعدًا عام 1410هـ.
- عمل أستاذًا مشاركًا عام 1418هـ.
- حصل على درجة الأستاذية عام عام 1426هـ.
- عمل في معهد تعليم اللغة العربية في إندونيسيا وتولى وكالة المعهد.
- عمل وكيلاً لقسم البلاغة والنقد حتى أصبح رئيسًا للقسم.
- عمل وكيلاً للدراسات العليا والبحث العلمي في كلية اللغة العربية.
- أصبح عميد كلية اللغة العربية بين عامي 1431-1433هـ.[1]

## إسهاماته العلمية والثقافية
للصامل إسهامات ثقافية غزيرة، ومن إسهاماته:
- الأمين العام لندوة ظاهرة الضعف اللغوي في المرحلة الجامعية عام 1416هـ.
- ترأس مجلس إدارة الجمعية العلمية السعودية للغة العربية في دورتها الثانية.
- مدير وحدة بحوث كلية اللغة العربية.
- مستشار في معهد الأمير نايف للبحوث والخدمات الاستشارية.
- المشرف على وحدة مشاريع الابتعاث.
- شارك في العديد من المؤتمرات والندوات المحلية والخارجية مثل: ندوة اللسانيات الثانية التي أقيمت في جامعة محمد الخامس في الرباط.[2]

## مؤلفاته
- شعر الدعوة الإسلامية في العصر العباسي الثالث: جمع وتحقيق، بالاشتراك مع عبد الله بن صالح العريني، جامعة الإمام محمد بن سعود الإسلامية، الرياض، ط1، 1401هـ.
- الأسلوب الحكيم: دراسة، دار أشبيليا، الرياض، 1418هـ/1998م.
- المدخل إلى دراسة بلاغة أهل السنة، دار كنوز أشبيليا، ط2، 1426هـ.
- من بلاغة المتشابه اللفظي في القرآن، دار أشبيليا، الرياض، 1422هـ/2002م.
- القول البديع في علم البديع للحنبلي: دراسة وتحقيق، كنوز أشبيليا، الرياض، ط1، 1426هـ/2005م.
- بلاغة أساليب التحية في الشعر العربي، كنوز أشبيليا، الرياض، ط1، 1428هـ.
- بلاغة النظم في آيات التحية، كنوز أشبيليا، الرياض، ط1، 1428هـ.
- قضية الفصل والوصل بين المفردات عند البلاغيين، كنوز أشبيليا، الرياض، ط1، 1428هـ.
- اختلاف عنوان الكتاب في المؤلفات البلاغية، كنوز أشبيليا، الرياض، ط1، 1428هـ.
- قضايا المصطلح البلاغي: كثرته وتعدده واشتراكه وصياغته، كنوز أشبيليا، الرياض، ط1، 1428هـ.[3]

## وصلات خارجية
- الصامل الصامل!!